# يوشياكي فوجيتا
يوشياكي فوجيتا (باليابانية: 藤田 義明) (12 يناير 1983 في توتشيغي في اليابان – )؛ هو لاعب كرة قدم ياباني سابق كان يلعب كمدافع.

## وصلات خارجية
- يوشياكي فوجيتا على موقع رابطة كرة القدم اليابانية للمحترفين (اليابانية)
- يوشياكي فوجيتا على موقع قاعدة بيانات كرة القدم.إي يو (الإنجليزية)
- يوشياكي فوجيتا على موقع Soccerway.com (الإنجليزية)
- يوشياكي فوجيتا على موقع عالم كرة القدم.نت (الإنجليزية)
- يوشياكي فوجيتا على موقع كووورة